# Dichelacera steleiothorax
Dichelacera steleiothorax är en tvåvingeart som först beskrevs av Barretto 1947.  Dichelacera steleiothorax ingår i släktet Dichelacera och familjen bromsar. Inga underarter finns listade i Catalogue of Life.